# Abu Dhabi Bateen Airport
Abu Dhabi Bateen Airport är en flygplats i Förenade Arabemiraten. Den ligger i den centrala delen av landet, 10 kilometer öster om huvudstaden Abu Dhabi. Abu Dhabi Bateen Airport ligger 4 meter över havet.
Terrängen runt Abu Dhabi Bateen Airport är mycket platt.  Trakten runt Abu Dhabi Bateen Airport är glesbefolkad, med 17 invånare per kvadratkilometer.. Närmaste större samhälle är Abu Dhabi, 10,2 kilometer väster om Abu Dhabi Bateen Airport. 
Trakten runt Abu Dhabi Bateen Airport är i huvudsak tätbebyggd.